# Кот в шляпе
«Кот в шляпе» («Кот в колпаке», англ. The Cat in the Hat) —  сказка американского писателя Доктора Сьюза. Существует несколько русских переводов: Е. Липатовой, Т. Макаровой, М. Блинкиной-Мельниковой, М. Лукашкиной и В. Гандельсмана.

## Сюжет
Дети — мальчик-рассказчик Конрад и его сестрёнка Салли — сидят дома одни вместе с рыбкой (у М. Лукашкиной — с карасём) и не знают, чем заняться. Вдруг в дом входит огромный кот в колпаке (шляпе) и предлагает детям поиграть. Он начинает перед ними жонглировать, в результате чего все предметы падают. Рыбка предлагает детям выгнать кота. Кот уходит и возвращается вместе с большой коробкой, из которой выбегают Штучка Один и Штучка Два (два маленьких шаловливых человечка с голубыми волосами) и устраивают в доме беспорядок. Дети ловят штучек и прогоняют кота. Кот убирает все вещи на место и уходит. Приходит мама.

## История создания
В 1950 году одно из издательств обратилось к Доктору Сьюзу с интересным предложением написать книгу для малышей, которая бы состояла всего из 250 наиболее употребительных слов. Книга должна быть несложной для чтения и одновременно интересной. Это был совершенно новый взгляд на детскую книгу, и Доктор Сьюз первым с успехом поддержал его. Рифма «cat» (кот) и «hat» (шляпа) попалась на глаза писателю случайно и постепенно обросла сюжетом. Писателю хватило всего 220 слов, чтобы рассказать его.
Доктор Сьюз неоднократно заявлял, что на создание книги ушло от девяти до восемнадцати месяцев. Дональд Пиз (Donald Pease) отмечает, что Доктор Сьюз работал над книгой в основном один, в отличие от предыдущих книг, которые были написаны совместно с его женой, Хелен. Это обозначило общую тенденцию в его работе и жизни. Как позже сказал об этом периоде Роберт Л. Бернштейн (Robert L. Bernstein): «Чем больше я видел его, тем больше ему нравилось находиться в той комнате и творить всё самостоятельно». Пиз указывает на выздоровление Хелен от синдрома Гийена-Барре, которое она диагностировала в 1954 году, как указатель этого изменения.

## Культурное влияние
- Успех книги был так велик, что автор написал сказки «Кот в шляпе возвращается», «Космическое путешествие Кота в шляпе», «Песенник Кота в шляпе» и другие. Появилась целая серия книг «Познавательная библиотека Кота в шляпе».
- Кот в шляпе стал появляться перед каждым мультфильмом CBS по сказкам Доктора Сьюза. В 1973 году, в мультфильме «Доктор Сьюз на блохе» по сказкам Доктора Сьюза «Сничи», «Закс» и «Зелёные яйца и ветчина» Кот в шляпе присутствует в качестве рассказчика. Для канала ABC был снят мультфильм-кроссовер «Гринч гринчит Кота в шляпе» (1982). Он получил две премии «Эмми».

## Экранизации
- В 1971 году появился одноимённый мультфильм, снятый специально для телевидения, в котором кота озвучил Алан Шерман. Рыбку здесь назвали «Крикльбель». Несмотря на непосредственное участие автора в производстве, сюжет здесь сильно отличается от оригинальной книги.
- В 1984 году был снят советский мультфильм «Кот в колпаке», в котором отсутствуют Штучки. Это единственная экранизация, где у Кота нет его знаменитой шляпы в белую полоску (тут она заменена на красно-зелёный колпак)[6].
- В 2003 году был снят фильм «Кот», где главного героя сыграл Майк Майерс. Здесь мальчика зовут Конрад. Экранизация была принята столь негативно[7][8], что вдова Доктора Сьюза заявила о том, что больше никогда не допустит художественного фильма по сказке её мужа.
- В парке развлечений Islands of Adventure (Universal Studios) в Орландо, штат Флорида, имеется аттракцион с одноимённым названием «Кот в шляпе»[9].
- В 2009 году Королевский национальный театр открыл мюзикл, адаптирующий книгу о Коте в шляпе[10]. Мюзикл получил слабые отзывы, когда он был открыт в ноябре 2001 года, но в конечном итоге стал основным в региональных и школьных театрах[11].
- В 2012 году, после финансового успеха «Лоракса», анимационной экранизации одноимённой книги Доктора Сьюза, Universal Pictures и Illumination объявили о планах по выпуску CGI-адаптации «Кота в шляпе»[12]. Роб Либер должен был написать сценарий, с Крисом Меледандри в качестве продюсера и Одри Гейзель в качестве исполнительного продюсера. Тем не менее, проект так и не был реализован[13].
- 24 января 2018 года было объявлено, что Warner Animation Group разрабатывает другой анимационный фильм «Кот в шляпе» в рамках творческое партнёрство с Seuss Enterprises[14]. В октябре 2020 года режиссёрами были объявлены Эрика Ривиноха и Арт Эрнандес[15]. Однако в июне 2023 года Эрнандеса заменил Алессандро Карлони, хотя Карлони и Ривиноха также написали сценарий к фильму[16]. В марте 2024 года Билл Хейдер был утвержден на роль Кота и также должен был выступить в качестве исполнительного продюсера[17]. Ранее Хейдер играл Кота в шляпе в скетче «Saturday Night Live» в 2014 году[18]. Позже в том же месяце было объявлено, что DNEG Animation предоставит анимацию для фильма, а также что Квинта Брансон, Боуэн Янг, Сочи Гомес, Мэтт Берри и Пола Пелл присоединились к актёрскому составу, и что фильм выйдет 27 февраля 2026 года, хотя ранее предполагалось, что он выйдет в 2025 году[19][20].